# Шульман, Дэвид Дин
Дэ́вид Дин Шу́льман (David Dean Shulman; род. 13 января 1949, Ватерлоо, штат Айова) — израильский индолог, поэт и борец за мир, известный своими работами по истории религии в Южной Индии, индийской поэтике, тамильскому исламу, дравидийской лингвистике и карнатической музыке. Доктор. Ранее он был профессором индийских исследований и сравнительного религиоведения в Еврейском университете в Иерусалиме и профессором кафедры индийских, иранских и арменоведческих исследований, а теперь занимает должность профессора гуманистических исследований Рене Ланг в Еврейском университете в Иерусалиме. Член Израильской академии наук и гуманитарных наук (1988), Американского философского общества (2015).
Шульман также публикуемый поэт на иврите, литературный критик, культурный антрополог. Он является автором или соавтором более 20 книг по различным тематикам, от храмовых мифов и храмовых стихов до эссе, охватывающих широкий спектр культурной истории Южной Индии.
Шульман является борцом за мир и одним из основателей совместного израильско-палестинского движения Тааюш. В 2007 году он опубликовал книгу «Тёмная надежда: работа за мир в Израиле и Палестине», которая завершает годы его волонтёрской деятельности в движении. Шульман — лауреат Премии Израиля за 2016 год. Он объявил, что пожертвует свой приз в размере 75 000 шекелей Taayush, израильской организации, которая оказывает поддержку палестинским жителям в районе Хеврона.

## Биография
В 1967 году, окончив среднюю школу Ватерлоо, получил National Merit Scholarship и эмигрировал в Израиль - "потому что полюбил иврит и захотел жить там, где на нем говорят" (из автобиографии). Поступил в Еврейский университет и получил высшее образование в 1971 году, степень бакалавра исламской истории со специализацией по арабскому языку. Его интерес к индийским исследованиям вдохновит сперва друг Дэниел Спербер, английский экономический историк, а затем филолог и знаток семитских языков Хаим Рабин. Служил в ЦАХАЛе - призван на службу во время израильского вторжения в Ливан в 1982 году. Медицинские навыки, которым он научился во время службы в армии, окажутся полезными при лечении палестинцев, пострадавших в результате насилия со стороны поселенцев.
Он получил докторскую степень по тамильскому языку и санскриту, защитив диссертацию на тему «Мифология тамильского шайва талапуранам» в Школе восточных и африканских исследований Лондонского университета (1972—1976) под руководством Джона Р. Марра, в ходе которой он работал в экспедициях в Тамил Наду. Он был назначен инструктором, затем преподавателем кафедры индейских исследований и сравнительного религиоведения в Еврейском университете, а в 1985 году стал профессором. Он был научным сотрудником Макартура с 1987 по 1992 год. В 1988 году он был избран членом Израильской академии гуманитарных наук. Он был директором Иерусалимского института перспективных исследований в течение шести лет (1992—1998). Он активно поддерживает Библиотеку санскрита из глины, для которой он вместе с Игалом Броннером готовит публикацию об исследованиях. С 2019 года он был членом жюри премии Infosys Prize.
Двуязычный (иврит и английский), он владеет санскритом, хинди, тамильским и телугу, а также читает греческий, русский, французский, немецкий, персидский, арабский и малаялам.

### Личная жизнь
Шульман женат на Эйлин Шульман (урождённая Эйлин Лендман); у них трое сыновей: Эвиатар, Мишель и Эдан.

## Активист мира
Шульман является борцом за мир и одним из основателей объединённого израильско-палестинского движения «Жизнь в общем» или массового движения Тааюш за ненасилие. Он убеждён, что, если «обе стороны не выиграют войну, обе стороны её проиграют». Взгляд Шульмана на конфликт был охарактеризован как лишённый иллюзий, и он выражает понимание моральных недостатков обеих сторон:
Этот конфликт — не война сынов света с сынами тьмы ; Обе стороны мрачны, обе склонны к организованному насилию и террору, и обе постоянно прибегают к самодовольным оправданиям и бесконечной виктимизации, хлебу с маслом этнического конфликта. Меня беспокоит тьма на моей стороне.
Хотя он считает себя «моральным свидетелем» проступков «сложной машины» Шульман уклоняется от внимания, признавая своё отвращение к концепции героизма, и даёт интервью весьма неохотно.
Совсем недавно[когда?] он был активным лидером международных кампаний по защите палестинцев под угрозой выселения из таких деревень, как Сусия на холмах Южного Хеврона, и особенно из Сильвана, где они рискуют потерять свои дома в качестве беженцев. Это результат давления на этот район с требованием перенести его на новую зону для израильских археологических раскопок, в частности тех, которые поддерживает ассоциация «Элад».

### Тёмная надежда
В 2007 году он опубликовал целую книгу под названием «Тёмная надежда: работа во имя мира в Израиле и Палестине» о годах своей работы и частых столкновений с полицией и поселенцами, доставляя продовольствие и медикаменты в палестинские деревни, одновременно укрепляя мир в Западный берег. Израильский писатель А. Б. Иегошуа охарактеризовал это так:
Один из самых захватывающих и трогательных рассказов о попытках израильско-палестинского народа помочь, а на самом деле спасти людей, страдающих от оккупации и террора. Любой, кто обеспокоен и обеспокоен тем, что происходит на Святой Земле, должен прочитать этот человеческий документ, который действительно дает определенную темную надежду.
Эмили Базелон, член юридического факультета Йельского университета и старший редактор журнала Slate, назвала эту книгу одной из лучших книг 2007 года. В обширном обзоре книги в New York Review of Books израильский философ Авишай Маргалит цитирует следующий отрывок, чтобы проиллюстрировать позицию Шульмана:
В Израиле, как и в любом другом обществе, есть элементы насилия, социопатии. Что необычно в последние четыре десятилетия в Израиле, так это то, что многие деструктивные личности нашли убежище, полное идеологической легитимации, внутри поселений. Здесь, в таких местах, как Чават-Маон, Итамар, Тапуах и Хеврон, у них, по сути, есть неограниченная свобода терроризировать местное палестинское население: нападать, стрелять, ранить, иногда убивать — все во имя предполагаемой святости земли и исключительного права евреев на нее.
Книга Шульмана рассматривает здесь то, что он называет "моральной загадкой ": как Израиль, «когда-то являвшийся домом утопических идеалистов и гуманистов, должен был породить и дать волю убийственному, а также в конечном итоге самоубийственному, мессианизму», и спрашивает, действительно ли в сердце еврейской традиции «всегда содержатся „семена самоуверенного террора“», которые он наблюдал среди поселенцев. Он находит внутри себя пересечение надежды, веры и сочувствия, а также «те же тёмные силы, которые действуют среди самых хищных из поселенцев», и именно это дает ему «причину действовать» против того, что он считает «чистым, разреженным, неподдельным, неразумным, непреодолимым человеческим злом». Он не извиняет арабов в своей книге, но сосредотачивается на виновности своей собственной стороны, написав: 
Я чувствую ответственность за злодеяния, совершенные от моего имени израильской половиной конфликта. Пусть палестинцы берут на себя ответственность за тех, кто совершает от их имени.
 Описание усилий Армии Обороны Израиля и членов основных поселений в Сусии, Маоне, Кармеле и других местах, которые, обосновавшись на палестинской земле на холмах к югу от Хеврона, пытаются выселить местных жителей во многих хирбахах региона, где несколько тысяч тихоокеанских палестинских пастухов и фермеров живут в скальных пещерах и живут «уникальной жизнью» библейского колорита, по словам Маргалита, Шульман прокомментировал следующим образом:
Ничто, кроме злого умысла, движет этой кампанией по изгнанию нескольких тысяч пещерных жителей с их младенцами и ягнятами. Они никому не причинили вреда. Они никогда не представляли угрозы для безопасности. Они вели мирную, хоть и несколько бедную жизнь, пока не пришли поселенцы. С тех пор мира не было. Они замучены, напуганы, недоверчивы. Как и я.

## Награды
- В 1987 году он получил стипендию Макартура или «Грант гения».
- В 2004 году получил премию Ротшильда[28].
- В 2010 году он получил премию ЭМЕТ в области искусства, науки и культуры[29].
- В 2016 году он получил Государственную премию Израиля за свои исследования литературы и культуры южной Индии[30].

### Критические исследования и обзоры творчества Шульмана
Свобода и отчаяние
- Shehadeh, Raja (March 7-20, 2019). Bearing witness in the West Bank. The New York Review of Books. 66 (4): 33–34.{{cite journal}}:  Википедия:Обслуживание CS1 (формат даты) (ссылка)